# Stamboom Anna Johanna van Nassau-Siegen
Dit is de stamboom van gravin Anna Johanna van Nassau-Siegen (1594–1636).
| Stamboom Anna Johanna van Nassau-Siegen (1594–1636) | Stamboom Anna Johanna van Nassau-Siegen (1594–1636) | Stamboom Anna Johanna van Nassau-Siegen (1594–1636)                                                       | Stamboom Anna Johanna van Nassau-Siegen (1594–1636)                                                       | Stamboom Anna Johanna van Nassau-Siegen (1594–1636)                                                       | Stamboom Anna Johanna van Nassau-Siegen (1594–1636)                                                       | Stamboom Anna Johanna van Nassau-Siegen (1594–1636)                                                       | Stamboom Anna Johanna van Nassau-Siegen (1594–1636)                                                       | Stamboom Anna Johanna van Nassau-Siegen (1594–1636)                                                                                         | Stamboom Anna Johanna van Nassau-Siegen (1594–1636)                                                       | Stamboom Anna Johanna van Nassau-Siegen (1594–1636)                                                       | Stamboom Anna Johanna van Nassau-Siegen (1594–1636)                                                       | Stamboom Anna Johanna van Nassau-Siegen (1594–1636)                                                       | Stamboom Anna Johanna van Nassau-Siegen (1594–1636)                                                        | Stamboom Anna Johanna van Nassau-Siegen (1594–1636)                                                        | Stamboom Anna Johanna van Nassau-Siegen (1594–1636)                                                        | Stamboom Anna Johanna van Nassau-Siegen (1594–1636)                                                        |
| --------------------------------------------------- | --- | --- | --- | --- | --- | --- | --- | --- | --- | --- | --- | --- | --- | --- | --- | --- |
| Betovergrootouders                                  | Johan V van Nassau-Siegen (1455–1516) ⚭ 1482 Elisabeth van Hessen-Marburg (1466–1523)                                                                                            | Johan V van Nassau-Siegen (1455–1516) ⚭ 1482 Elisabeth van Hessen-Marburg (1466–1523)                     | Botho III van Stolberg-Wernigerode (1467–1538) ⚭ 1500 Anna van Eppstein-Königstein (1481–1538)            | Botho III van Stolberg-Wernigerode (1467–1538) ⚭ 1500 Anna van Eppstein-Königstein (1481–1538)            | Johan IV van Leuchtenberg (1470–1531) ⚭ 1502 Margaretha van Schwarzburg-Blankenburg (1482–1518)           | Johan IV van Leuchtenberg (1470–1531) ⚭ 1502 Margaretha van Schwarzburg-Blankenburg (1482–1518)           | Frederik V ‘de Oudere’ van Brandenburg-Ansbach (1460–1536) ⚭ 1479 Sofia van Polen (1464–1512)             | Frederik V ‘de Oudere’ van Brandenburg-Ansbach (1460–1536) ⚭ 1479 Sofia van Polen (1464–1512)                                               | Filips I van Waldeck-Waldeck (1445–1475) ⚭ 1464 Johanna van Nassau-Siegen (1444–1468)                     | Filips I van Waldeck-Waldeck (1445–1475) ⚭ 1464 Johanna van Nassau-Siegen (1444–1468)                     | Willem van Runkel (?–1489) ⚭ 1454 Irmgard van Rollingen (?–1514)                                          | Willem van Runkel (?–1489) ⚭ 1454 Irmgard van Rollingen (?–1514)                                          | Gerlach II van Isenburg-Grenzau (?–1500) ⚭ 1455 Hildegard van Sierck (?–1490)                              | Gerlach II van Isenburg-Grenzau (?–1500) ⚭ 1455 Hildegard van Sierck (?–1490)                              | Hendrik van Hunolstein-Neumagen (?–1486) ⚭ 1466 Elisabeth van Boulay (?–1507)                              | Hendrik van Hunolstein-Neumagen (?–1486) ⚭ 1466 Elisabeth van Boulay (?–1507)                              |
| Overgrootouders                                     | Willem I ‘de Rijke’ van Nassau-Siegen (1487–1559) ⚭ 1531 Juliana van Stolberg-Wernigerode (1506–1580)                                                                            | Willem I ‘de Rijke’ van Nassau-Siegen (1487–1559) ⚭ 1531 Juliana van Stolberg-Wernigerode (1506–1580)     | Willem I ‘de Rijke’ van Nassau-Siegen (1487–1559) ⚭ 1531 Juliana van Stolberg-Wernigerode (1506–1580)     | Willem I ‘de Rijke’ van Nassau-Siegen (1487–1559) ⚭ 1531 Juliana van Stolberg-Wernigerode (1506–1580)     | George III van Leuchtenberg (1502–1555) ⚭ 1528 Barbara van Brandenburg-Ansbach (1495–1552)                | George III van Leuchtenberg (1502–1555) ⚭ 1528 Barbara van Brandenburg-Ansbach (1495–1552)                | George III van Leuchtenberg (1502–1555) ⚭ 1528 Barbara van Brandenburg-Ansbach (1495–1552)                | George III van Leuchtenberg (1502–1555) ⚭ 1528 Barbara van Brandenburg-Ansbach (1495–1552)                                                  | Hendrik VIII van Waldeck-Wildungen (1465–1513) ⚭ vóór 1492 Anastasia van Runkel (?–1502/03)               | Hendrik VIII van Waldeck-Wildungen (1465–1513) ⚭ vóór 1492 Anastasia van Runkel (?–1502/03)               | Hendrik VIII van Waldeck-Wildungen (1465–1513) ⚭ vóór 1492 Anastasia van Runkel (?–1502/03)               | Hendrik VIII van Waldeck-Wildungen (1465–1513) ⚭ vóór 1492 Anastasia van Runkel (?–1502/03)               | Salentijn VII van Isenburg-Grenzau (vóór 1470–1534) ⚭ Elisabeth van Hunolstein-Neumagen (ca. 1475–1536/38) | Salentijn VII van Isenburg-Grenzau (vóór 1470–1534) ⚭ Elisabeth van Hunolstein-Neumagen (ca. 1475–1536/38) | Salentijn VII van Isenburg-Grenzau (vóór 1470–1534) ⚭ Elisabeth van Hunolstein-Neumagen (ca. 1475–1536/38) | Salentijn VII van Isenburg-Grenzau (vóór 1470–1534) ⚭ Elisabeth van Hunolstein-Neumagen (ca. 1475–1536/38) |
| Grootouders                                         | Johan VI ‘de Oude’ van Nassau-Siegen (1536–1606) ⚭ 1559 Elisabeth van Leuchtenberg (1537–1579)                                                                                   | Johan VI ‘de Oude’ van Nassau-Siegen (1536–1606) ⚭ 1559 Elisabeth van Leuchtenberg (1537–1579)            | Johan VI ‘de Oude’ van Nassau-Siegen (1536–1606) ⚭ 1559 Elisabeth van Leuchtenberg (1537–1579)            | Johan VI ‘de Oude’ van Nassau-Siegen (1536–1606) ⚭ 1559 Elisabeth van Leuchtenberg (1537–1579)            | Johan VI ‘de Oude’ van Nassau-Siegen (1536–1606) ⚭ 1559 Elisabeth van Leuchtenberg (1537–1579)            | Johan VI ‘de Oude’ van Nassau-Siegen (1536–1606) ⚭ 1559 Elisabeth van Leuchtenberg (1537–1579)            | Johan VI ‘de Oude’ van Nassau-Siegen (1536–1606) ⚭ 1559 Elisabeth van Leuchtenberg (1537–1579)            | Johan VI ‘de Oude’ van Nassau-Siegen (1536–1606) ⚭ 1559 Elisabeth van Leuchtenberg (1537–1579)                                              | Filips IV van Waldeck-Wildungen (1493–1574) ⚭ 1554 Jutta van Isenburg-Grenzau (?–1564)                    | Filips IV van Waldeck-Wildungen (1493–1574) ⚭ 1554 Jutta van Isenburg-Grenzau (?–1564)                    | Filips IV van Waldeck-Wildungen (1493–1574) ⚭ 1554 Jutta van Isenburg-Grenzau (?–1564)                    | Filips IV van Waldeck-Wildungen (1493–1574) ⚭ 1554 Jutta van Isenburg-Grenzau (?–1564)                    | Filips IV van Waldeck-Wildungen (1493–1574) ⚭ 1554 Jutta van Isenburg-Grenzau (?–1564)                     | Filips IV van Waldeck-Wildungen (1493–1574) ⚭ 1554 Jutta van Isenburg-Grenzau (?–1564)                     | Filips IV van Waldeck-Wildungen (1493–1574) ⚭ 1554 Jutta van Isenburg-Grenzau (?–1564)                     | Filips IV van Waldeck-Wildungen (1493–1574) ⚭ 1554 Jutta van Isenburg-Grenzau (?–1564)                     |
| Ouders                                              | Johan VII ‘de Middelste’ van Nassau-Siegen (1561–1623) ⚭ 1581 Magdalena van Waldeck-Wildungen (1558–1599)                                                                        | Johan VII ‘de Middelste’ van Nassau-Siegen (1561–1623) ⚭ 1581 Magdalena van Waldeck-Wildungen (1558–1599) | Johan VII ‘de Middelste’ van Nassau-Siegen (1561–1623) ⚭ 1581 Magdalena van Waldeck-Wildungen (1558–1599) | Johan VII ‘de Middelste’ van Nassau-Siegen (1561–1623) ⚭ 1581 Magdalena van Waldeck-Wildungen (1558–1599) | Johan VII ‘de Middelste’ van Nassau-Siegen (1561–1623) ⚭ 1581 Magdalena van Waldeck-Wildungen (1558–1599) | Johan VII ‘de Middelste’ van Nassau-Siegen (1561–1623) ⚭ 1581 Magdalena van Waldeck-Wildungen (1558–1599) | Johan VII ‘de Middelste’ van Nassau-Siegen (1561–1623) ⚭ 1581 Magdalena van Waldeck-Wildungen (1558–1599) | Johan VII ‘de Middelste’ van Nassau-Siegen (1561–1623) ⚭ 1581 Magdalena van Waldeck-Wildungen (1558–1599)                                   | Johan VII ‘de Middelste’ van Nassau-Siegen (1561–1623) ⚭ 1581 Magdalena van Waldeck-Wildungen (1558–1599) | Johan VII ‘de Middelste’ van Nassau-Siegen (1561–1623) ⚭ 1581 Magdalena van Waldeck-Wildungen (1558–1599) | Johan VII ‘de Middelste’ van Nassau-Siegen (1561–1623) ⚭ 1581 Magdalena van Waldeck-Wildungen (1558–1599) | Johan VII ‘de Middelste’ van Nassau-Siegen (1561–1623) ⚭ 1581 Magdalena van Waldeck-Wildungen (1558–1599) | Johan VII ‘de Middelste’ van Nassau-Siegen (1561–1623) ⚭ 1581 Magdalena van Waldeck-Wildungen (1558–1599)  | Johan VII ‘de Middelste’ van Nassau-Siegen (1561–1623) ⚭ 1581 Magdalena van Waldeck-Wildungen (1558–1599)  | Johan VII ‘de Middelste’ van Nassau-Siegen (1561–1623) ⚭ 1581 Magdalena van Waldeck-Wildungen (1558–1599)  | Johan VII ‘de Middelste’ van Nassau-Siegen (1561–1623) ⚭ 1581 Magdalena van Waldeck-Wildungen (1558–1599)  |
| Anna Johanna van Nassau-Siegen (1594–1636)          | | | | | | | | | | | | | | | | |
| Echtgenoot                                          | ⚭ 1619 Johan Wolfert van Brederode (1599–1655) | ⚭ 1619 Johan Wolfert van Brederode (1599–1655)                                                            | ⚭ 1619 Johan Wolfert van Brederode (1599–1655)                                                            | ⚭ 1619 Johan Wolfert van Brederode (1599–1655)                                                            | ⚭ 1619 Johan Wolfert van Brederode (1599–1655)                                                            | ⚭ 1619 Johan Wolfert van Brederode (1599–1655)                                                            | ⚭ 1619 Johan Wolfert van Brederode (1599–1655)                                                            | ⚭ 1619 Johan Wolfert van Brederode (1599–1655)                                                                                              | ⚭ 1619 Johan Wolfert van Brederode (1599–1655)                                                            | ⚭ 1619 Johan Wolfert van Brederode (1599–1655)                                                            | ⚭ 1619 Johan Wolfert van Brederode (1599–1655)                                                            | ⚭ 1619 Johan Wolfert van Brederode (1599–1655)                                                            | ⚭ 1619 Johan Wolfert van Brederode (1599–1655)                                                             | ⚭ 1619 Johan Wolfert van Brederode (1599–1655)                                                             | ⚭ 1619 Johan Wolfert van Brederode (1599–1655)                                                             | ⚭ 1619 Johan Wolfert van Brederode (1599–1655)                                                             |
| Kinderen                                            | Sofia Theodora van Brederode (1620–1678) ⚭ 1644 Christiaan Albrecht van Dohna (1621–1677)                                                                                        | Juliana van Brederode (ca. 1622–1678)                                                                     | Florentina van Brederode (1624–1698) ⚭ 1645 Maurits van Solms-Hungen (1622–1678)                          | Florentina van Brederode (1624–1698) ⚭ 1645 Maurits van Solms-Hungen (1622–1678)                          | Trajectina Anna van Brederode (1626–1672) ⚭ 1670 George Herman Reinhard van Wied-Runkel (1640–1690)       | Trajectina Anna van Brederode (1626–1672) ⚭ 1670 George Herman Reinhard van Wied-Runkel (1640–1690)       | Walraven van Brederode (1628–1628)                                                                        | Amalia Margaretha van Brederode (?–1663) ⚭ 1645 Albrecht Hendrik van Slavata (?–1661) ⚭ 1662 Gottlieb Amadeus van Windischgrätz (1630–1695) | Doodgeboren dochter (1630)                                                                                | Doodgeboren dochter (1631)                                                                                | Ongedoopt overleden zoon                                                                                  | Ongedoopt overleden zoon                                                                                  | Ongedoopt overleden zoon                                                                                   | Ongedoopt overleden zoon                                                                                   | Ongedoopt overleden dochter                                                                                | Ongedoopt overleden dochter                                                                                |
| Kleinkinderen                                       | 1. Amalia van Dohna (1645–1700) 2. Frederik Hendrik van Dohna (1645–?) 3. Louise van Dohna (1646–1689) 4. Wolfert van Dohna (1647–1666) 5. Willem Albrecht van Dohna (1648–1673) | – | 1. Reinhard Wolfert van Solms-Hungen (1655–1675)                                                          | 1. Reinhard Wolfert van Solms-Hungen (1655–1675)                                                          | – | – | – | – | – | – | – | – | – | – | – | – |